# Pero ochracea
Pero ochracea là một loài bướm đêm trong họ Geometridae.